# Берёзовка (Емильчинский район)
Берёзовка (укр. Березівка) — село на Украине, находится в Емильчинском районе Житомирской области.
Код КОАТУУ — 1821780801. Население по переписи 2001 года составляет 299 человек. Почтовый индекс — 11262. Телефонный код — 4149. Занимает площадь 0,778 км².
Стоит на  реке Уж, севернее при устья реки
Рожаница. 

## Адрес местного совета
11252, Житомирская область, Емильчинский р-н, с.Берёзовка, ул. Центральная, 7